# Imboccatura del molo, Honfleur
Imboccatura del molo, Honfleur (Bout de jetée, Honfleur) è un dipinto di Georges-Pierre Seurat a olio su tela (46x55 cm), quest'opera fu realizzata nel 1886. Oggi l'opera è conservata al Museo Kröller-Müller di Otterlo.